# 鉄道警察官・清村公三郎
『鉄道警察官・清村公三郎』（てつどうけいさつかん・きよむらこうさぶろう）は、2005年から2014年までテレビ東京・BSジャパン共同制作で放送されたテレビドラマシリーズ。全11回。原作･原案は島田一男。主演は小林稔侍。
放送枠は「水曜ミステリー9（第1期）」（第1作 - 第5作）、「水曜シアター9」（第6作）、「水曜ミステリー9（第2期）」（第7作 - 第11作）。
2011年10月5日に水曜ミステリー9復活の1作目としてシリーズ第7作が放送された。

## キャスト

### 警視庁鉄道警察隊
清村公三郎
演 - 小林稔侍
鉄道警察隊東京分駐所（第2作・第3作・第8作・第9作では架空の丸の内分駐所）に勤務する警察官。警視庁巡査部長。
元は国鉄の鉄道公安職員。国鉄の分割民営化に伴う鉄道公安制度の廃止に伴い警視庁警察官を拝命し、鉄道公安の継承組織である鉄道警察隊員となった。
鉄道でのひとり旅をこよなく愛し、ローカル鉄道巡りが大好き。一方の家庭では、三拍子かつ三日坊主の妻と男っ気がない娘には頭が上がらず、彼女達の生活ぶりと言動には振り回されて手を焼いている。
同僚からは「キヨさん」と呼ばれる。得意料理はカップラーメン。蛇と猫（雌猫）が苦手。干支は丑。実父を早くに亡くしている（第6作）。
山崎萌
演 - 小林千晴
東京分駐所（第2作・第3作・第8作・第9作では架空の丸の内分駐所）に勤務する警察官。警視庁巡査。
橋本玲子
演 - 根岸季衣
副隊長。警視。人事交流の一環で本庁捜査一課から赴任してきた。清村の良き理解者であり、清村が管轄外の事件に首を突っ込んだ時に味方になっている。

### 警視庁捜査一課
藤岡一成
演 - 浜田晃（第1作・第3作）
管理官。

### 清村家
ストーリーには絡まず、コメディリリーフの役割を担う。
清村市子
演 - 丘みつ子
公三郎の妻。世話好き・お節介・賑やかと三拍子揃っている。
最近はパソコンでの株取引に熱中しているが、娘の嫁入り資金稼ぎのためである（第1作）。ダイエットに取り組むも、あずさからはどの方法も「三日坊主だ」と指摘されている。
清村あずさ
演 - 真瀬樹里（第1作 - 第6作）→内田もも香（第7作 - ）
公三郎の娘（中央本線の特急「あずさ」から名付けられている。「梓川の清流のごとく、優しく清らかな心を持った女性になって欲しい」という意味も込められている）。
男っ気が全く皆無。父から男の話を言われるも無視している。

### ゲスト
第1作「走る捜査線」（2005年）
- 高木陽吉（画塾「高木絵画教室」の先生） - 森本レオ
- 秋山和人（丸の内中央警察署 刑事） - 中村俊太
- 神原孝一（純子の兄） - 草見潤平
- 高木由香（陽吉の娘・喜多方女子高等学校 生徒） - 末永遥
- 染谷京助（丸の内中央警察署 捜査係長） - 山田辰夫
- 長谷部知治（長谷部画廊経営・長崎美術財団専務理事） - 小沢象
- 石田修二（画伯・長崎の弟子） - 光石研
- 佐藤美鈴（神原の内縁の妻） - 直林真里奈
- 長崎純子（5年前に死去した画家の長崎龍一郎の未亡人・長崎美術財団 理事） - 筒井真理子
- 青山保（代議士・長崎記念財団 理事長） - 村田雄浩
- 青葉かおり、まきさゆか、舟木幸
- 井上博一、長岡忍、小川よりこ、伊藤こうこ、磯秀明、趙珉和
- 豊田紀雄、杉本瞳、広瀬剛進、島田聡子、本間郁子、佐藤正志

第2作「瀬戸内海を渡る殺意」（2006年）
- 小前田笙子（警視庁八重洲南警察署刑事課 刑事） - 佐藤藍子
- 本多亮介（警視庁八重洲南警察署刑事課 課長） - 中島久之
- 土屋敏（ミステリー大賞応募者・本名「木谷敏之」） - ひかる一平
- 伏見昭一郎（編集プロダクション経営） - 吉満涼太
- 及川勇太（水木日奈子のマネージャー） - 嶋田豪
- 坂井輝子（日奈子の姉） - 長谷川稀世
- 南（倉敷ミステリー大賞事務局 職員） - 斎藤清六
- 阿南（及川に頭に水をかけられた編集者） - 名取幸政
- 末広（警視庁市ヶ谷警察署 刑事・清村公三郎の同期） - 坂口進也
- 片岡（岡山県警倉敷西警察署 刑事） - 田中耕二
- 小山（警視庁八重洲南警察署刑事課 刑事） - 小豆畑雅一
- 田口（警視庁八重洲南警察署刑事課 刑事） - 佐藤孝輔
- 倉持（警視庁鉄道警察隊） - 金井茂
- 坂井弘也（輝子の息子・日奈子の甥・16年前死亡） - 長島伸一郎（幼少期：三浦陸斗）
- 水木日奈子（ミステリー作家） - 池上季実子

第3作「黒部渓谷トロッコツアー殺人事件」（2006年）
- 奥寺健助（トロッコツアーの参加者・元教師） - 島田順司
- 谷浜郁美（トロッコツアーの参加者・キャバクラ嬢） - 木内晶子
- 沼垂忠広（富山県警捜査一課 警視） - 池内万作
- 大高徹平（トロッコツアーの参加者・ホテルチェーン社長） - 丹波義隆
- 大高美代子（徹平の妻・ホテルチェーン副社長） - 元井須美子
- 林彰二（トロッコツアーの参加者・探偵） - 下総源太朗
- 中牟田楓（添乗員） - 三鴨絵里子
- 原田照江 - 須部浩美
- 長谷川（刑事） - 世古陽丸
- 大滝（刑事） - 小久保丈二
- 上川浩一（大高の秘書） - 吉澤宙彦
- 一場康則（さと子の息子） - 竹下圭一郎
- 酔っぱらいのサラリーマン - 武末志朗
- ツアー客（女子生） - 藤野友美子
- 一場さと子（トロッコツアーの参加者、デパ地下店員） - 酒井和歌子

第4作「SL貴婦人 殺意の小京都」（2007年）
- 大井万智（丸の内南警察署 警部補） - 有森也実
- 園田美佐枝（柳沢が服役中に離婚し9年前に園田と再婚） - 平淑恵
- 柳沢哲司（10年前の新宿駅地下街で起きた強盗事件の犯人 → 富山刑務所を出所後に上京） - 五代高之
- 川西太郎（10年前の柳沢の共犯者・元印刷会社工員） - 山口良一
- 友利義雄（友利総合病院 院長・祐市の父） - 真実一路
- 園田真由子（美佐枝の連れ子・湯田温泉の仲居） - 内田もも香（幼少期：坂口あずさ）
- 友利祐市（友利総合病院 外科医・真由子の婚約者） - 三浦英明
- 瀬古（丸の内南警察署 課長） - 大場順
- 黒木（刑事） - 永岡佑
- 山ノ内（山口県警察 刑事） - 関貴昭
- 山田（JR西日本 山口鉄道部 車掌） - 斎藤清六
- 大井（万智の息子） - 真鍋光
- 園田勉（津和野の郷土料理店「石蕗」主人・清村公三郎の鉄道公安職員・鉄道警察隊での同期） - 平泉成
- 青葉かおり、古屋哲、星野晃
- 司馬山洋子、保科浩志、佐藤博秋、徳井広基、荒井隆人

第5作「人情列車殺人事件」（2008年）
- 上原綾乃（小谷音楽事務所所属の演歌歌手） - 川原亜矢子
- 原田五郎（箱根湯本警察署 刑事） - 布川敏和
- 城ヶ崎悠司（作曲家） - 藤木孝
- 小谷竜次（小谷音楽事務所 社長・元演歌歌手） - 斉木しげる
- 大岩忠義（小谷音楽事務所 副社長） - 井田國彦
- 笹本茂（箱根湯本警察署 刑事課長） - 野添義弘
- 野崎（警視庁品川南警察署 課長） - 石田登星
- 吉永圭太郎（プライムレコード 営業担当） - 春海四方
- 小田切（箱根湯本警察署 刑事） - 近童弐吉
- 別布（警視庁品川南警察署 刑事） - 大橋一三
- 中村（鉄道マニア） - まいど豊
- 特急ロマンスカーVSEの車掌 - 斎藤清六
- 華村やよい（若手演歌歌手） - 星野美穂
- 記者 - 加納朋之、川辺邦弘
- 社会福祉法人「スマイリーライフ三鷹」介護士 - 皆川玲子
- 上原綾乃のライブ主催者 - 加島祥全
- バー銀座「パノラマ」バーテン - 國分淳志
- 長島茂男（歌手時代の芸名は長嶋大樹。綾乃のマネージャー） - 田山涼成

第6作「SLニセコ号殺意の汽笛」（2010年）
- 残間恭介（財政省主計局予算一課 課長） - 保阪尚希
- 江川崎恵（フリーライター） - すほうれいこ
- 小宮山（警視庁課長） - 松井範雄
- 三宅輝男（財政省予算一課 職員） - 西川忠志
- 細川千尋（財政省広報室 職員・残間の元部下） - ひがし由貴
- 潮田（残間の先輩） - 斉藤志郎
- 派遣社員 - 小野香織
- 鯉沼（札幌車掌区 カシオペア担当車掌） - 斉藤清六
- 岡部（刑事） - 筒井巧
- 講演依頼者 - 金井良信
- 充子（母親） - 時任亜弓
- 友部聡（刑事） - 松浦慎一郎
- 車掌 - 住吉晃典、浅田和義
- 掃除婦 - 奥山弥生
- 精神科医 - 重松愛子
- 残間涼太郎（残間の息子） - 貴島康成
- 北原隆信（民宿「ひらふ駅」主人） - 津嘉山正種

第7作「秩父長瀞〜連続殺人レール」（2011年）
- 藤倉矢津子（警視庁捜査一課 係長） - 戸田恵子
- 松本聡（北江建設 総務部第一総務課長） - 野間口徹
- 北条勝（美の山工務店 社長） - なべおさみ
- 本並由起夫（警視庁丸の内南警察署 刑事課長・警部） - 上杉祥三
- 富岡剛（警視庁捜査一課 主任・巡査部長） - 石井英明
- 勝田晴彦（警視庁丸の内南警察署 刑事） - 加藤義宗
- 黒川太一（埼玉県警秩父西警察署 刑事課長） - 高川裕也
- 香取保雄（北江建設 部長） - 真実一路
- 関口裕二（オフ会メンバー） - つまみ枝豆
- 原島由香里（エステ会社社長） - 加藤忍
- 小倉友恵（小倉の妻） - 皆川玲子
- 桑原（駅員） - 斉藤清六
- オフ会メンバー - 北林悌
- エスティシャン - 和多谷沙恵
- 立野（埼玉県警秩父西警察署 刑事） - 大須賀王子
- 水野（鉄道スナックのマスター） - 山﨑崇史
- 柏木（犯罪者） - 平野靖幸
- さつき（オフ会メンバー） - 田村佳恵
- 現場作業員 - 中村尚輝
- 鉄道オタク - 壬生恋う介
- 鉄道好きのオフ会メンバー - 柴原史佳
- 小倉宏（北江建設 専務・清村公三郎の鉄道愛好仲間） - 近藤正臣

第8作「鎌倉・江の島 追憶の殺人」（2012年）
- 遠山南（記憶喪失の女性・仮名「若葉」・ベニースーパー成城学園店 元店員） - 井上和香
- 飯島結衣（サーフショップ「ソルティードッグス」店主） - 遊井亮子
- 山口俊行（日雇い労働者） - 伊嵜充則
- 星野健吾（ソルティードッグス 店員・結衣の婚約者・「江ノ電を愛する会」会員） - 土屋裕一
- 太田（たこ焼き屋） - 斉藤清六
- 滝上文枝（鎌倉市立湘南総合病院 医師） - 田村友里
- 金崎洋一（鎌倉西警察署 刑事） - 吉見一豊
- 横川太郎（鎌倉西警察署 刑事） - 辛島陽一
- 借金取り - 桐生コウジ
- 有機農園若葉 従業員 - 加賀谷圭
- 緒方（ベニースーパー成城学園店 店長） - 矢野いづみ
- 高原（イタリアンレストラン「ピッコロボスコ」店員） - 尾関伸嗣
- ベニースーパー成城学園店 店員 - 菊地由希子
- 鎌倉市立湘南総合病院 看護師 - 三本美里
- 婦人警官 - 伊藤亜沙美
- 紗希（冒頭の引ったくり犯） - 齋藤綾乃
- 目撃する主婦 - 田中美登里
- 楠田真之（ベニースーパー成城学園店 元店長・一昨年の2010年12月24日の夜 強盗に襲われ撲殺） - 助川汎
- 珠子（冒頭のスリの被害者） - 横尾香代子
- 高石（冒頭の引ったくり犯） - 針原滋
- 矢追聡（ジオラマ店 店主） - 佐藤蛾次郎
- 柊敏夫（鎌倉西警察署 刑事課長） - 河原崎建三
- 田丸昌哉（鎌倉西警察署 刑事・清村公三郎の鉄道警察隊の後輩） - 宇梶剛士

第9作「特急ゆふいんの森号九州大分殺人ルート」（2012年）
- 鮫島紗江子（大分地検 検事） - 国生さゆり（幼少期：佐藤萌笑）
- 井手敏雄（警視庁機動捜査隊 隊員・警部補） - 高杉亘
- 横堀弘（警視庁丸の内南警察署 刑事課長） - 新井康弘
- 大橋哲夫（大分県警九重警察署 刑事） - 徳井優
- 五十嵐満男（車掌） - 斉藤清六
- 井手亜紀子（井手の妻） - 田村友里
- 木下道郎（柴咲不動産 元専務） - 柴田侊彦
- 富永友里（探偵社「アーツ・リサーチ」調査員） - 江口ナオ
- 高木敦（東京地検） - 武岡淳一
- 高瀬亮司（探偵社「アーツ・リサーチ」社長） - 税所伊久磨
- 安西浩一（柴咲不動産 元経理部長） - 関輝雄
- 安西祐二（浩一の弟・一茶双樹記念館 管理人） - 本城丸裕
- 田野倉裕司（警視庁丸の内南警察署 刑事） - 高山範彦
- 生物園 園長 - 植村喜八郎
- リポーター - 岩澤幸子
- 温泉宿「大黒屋」主人 - 秋吉左近
- 村内友晴（大分県警九重警察署 刑事） - 賀集利樹

第10作「SL大井川殺人ルート」（2013年）
- 芦田貴彦（虎ノ門医科大学 胸部外科 教授・心臓外科医） - 榎木孝明（幼少期：澤田陸）
- 曳舟乃里子（警視庁捜査一課 警部補） - 村井美樹
- 原口俊二（虎ノ門医科大学 胸部外科 准教授） - 梶原善
- 富永聡美（TS医療コンサルティング 社長） - 大竹一重
- 小田島辰雄（虎ノ門医科大学 循環器内科 教授・田所学長の娘婿） - 今井朋彦
- 谷田部陽一（警視庁捜査一課 管理官） - 不破万作
- 羽場義雄（警視庁丸の内南警察署 刑事） - 小宮孝泰
- 金子優作（警視庁丸の内南警察署 刑事） - 斉藤慶太
- 立石勝（車掌） - 斉藤清六
- 藤原郁世（虎ノ門医科大学 胸部外科 医師・原口の部下） - 長澤奈央
- 香里（千頭駅売店） - 田村友里
- 茜（奥大井診療所 看護師） - 福島まり子
- 田所（虎ノ門医科大学 学長） - 西沢利明
- 白井文男（奥大井町町長） - 江藤漢斉
- 史恵（本物の青山善行の妹） - 皆川玲子
- 桐山（TS医療コンサルティング） - 針原滋
- 桃子（虎ノ門医科大学 看護師） - 須部浩美
- 山瀬貴彦 - 川岸釈天
- 青山善行（奥大井診療所 医師・本名「芦田尚之」） - 本田博太郎（少年期：丸山瀬南）

第11作「房総ローカル列車殺人レール 妖刀村正の呪い」（2014年）
- 坂上莉緒（いすみ鉄道の運転訓練士・幸一と健二の異母妹） - 藤谷美紀（幼少期：川本春菜）
- 坂上健二（輸出入会社「ビバレッジ貿易」社長・幸一の弟） - 羽場裕一
- 坂上佳恵（幸一の妻・木戸泉酒造 専務） - 秋本奈緒美
- 寺島義彦（千葉県大多喜警察署 刑事） - 林泰文
- 井上治（莉緒の恋人・平林物産 工員） - 河相我聞（小学生：鳥居颯）
- 田中紀明（田中法律事務所 弁護士） - 相島一之
- 坂上幸一（木戸泉酒造 社長・長男） - おかやまはじめ
- 今泉恵子（観光センター職員・光男の娘） - 寺田千穂（小学生：林日葵）
- 山手徹（いすみ鉄道の乗客） - 斉藤清六
- 村上幸子（木戸泉酒造 元従業員） - 田村友里
- 今泉光男（木戸泉酒造 元従業員・25年前 業務上失火業務上過失致死で5年の実刑・3か月前死亡） - 諏訪太朗
- 黒田春子（木戸泉酒造 元従業員・25年前死亡） - 皆川玲子
- 日本刀店主 - 世古陽丸
- 莉緒の上司 - 佐藤亮太
- 木原（警視庁刑事） - 高野浩幸
- 加藤（千葉県大多喜警察署 刑事） - 熊面鯉
- 警視庁刑事 - 小橋川よしと
- バー銀座「パノラマ」の客 - 梨元麻里奈、森下友香
- 酒井恵理子（田中法律事務所 事務員・田中の愛人） - 比田井彩歌
- 坂上夕子（莉緒の母・坂上の前妻の死後に再婚・1年前死亡） - ふるかわいずみ

## 原作・原案との相違
- 1作目の原作・2作目以降の原案となっているのは島田一男の小説「鉄道警察隊」シリーズ。1989年から1991年にかけて徳間文庫から全3作が刊行された。
- 主人公の名前は原作では「清村公三（きよむら こうぞう）」。「公三郎」の名は2作目「特急捜査網」・3作目「新宿発殺人特急」の裏表紙解説文に誤記として存在する。所属は同じ東京分駐所であるが公三郎が制服勤務であるのに対し公三は私服捜査員である特務係[注 4]。家族構成も公三は妻と死別し子供は居ない。原作との間に20年〜30年の時代差があるため、作中で明記こそされていないが公三の方が若く描かれている。
- 原作の橋本警視は公安職員出身で男性と設定されている。
- 公三が私服捜査員であり、かつ鉄道警察隊が実際の地域部でなく刑事部の所属と設定されていることで、作中で発生する殺人事件に対し正式に捜査本部員として捜査しているが、本作での公三郎は鉄警隊員であることを理由に捜査本部入りも出来ず、刑事からは邪魔者扱いされて正式に捜査をすることができない。
- 藤岡管理官の苗字は原作に登場する警視庁捜査一課の藤岡警部補から付けられているが、当初対立しながらも回を追うごとに公三と信頼を深めた藤岡警部補とは異なり、「外野」から首を突っ込む公三郎を単純に煙たがる立ち位置。

## スタッフ
- 原作（第1作のみ）原案（第2作以降） - 島田一男「鉄道警察隊」シリーズ（徳間文庫）
- 脚本 - 吉田剛（第1作）、松井信幸（第2作 - ）、谷口純一郎（第11作）
- 監督 - 猪崎宣昭、吉川一義、福本義人、吉田啓一郎
- 撮影 - 上赤寿一（第2作 - 第7作）、木村弘一（第8作、第9作）、藤村浩生（第9作）
- ロケ地協力 - セントマーガレット病院
- 撮影協力
  - 第2作 - テレビせとうち、ジェイアール西日本ロケーションサービス、ジェイアール東日本企画、クラカグループ、岡山ワシントンホテルプラザ、四国旅客鉄道、倉敷コンペンションビューロー、東京都下水道局
- プロデューサー - 中川順平（テレビ東京）（第1作 - 第9作）、小池修一（第1作 - 第9作）
- 制作 - テレビ東京、BSジャパン、IMAGICAディーシー21

## 放送日程
| 話数 | 放送日         | サブタイトル                              | 脚本       | 監督       | 視聴率 |
| ---- | -------------- | ----------------------------------------- | ---------- | ---------- | ------ |
| 1    | 2005年09月25日 | 走る捜査線                                | 吉田剛     | 猪崎宣昭   | 11.7%  |
| 2    | 2006年03月29日 | 瀬戸内海を渡る殺意                        | 松井信幸   | 吉川一義   | 11.1%  |
| 3    | 11月15日       | 黒部渓谷トロッコツアー殺人事件            | 松井信幸   | 吉川一義   | 09.3%  |
| 4    | 2007年07月11日 | SL貴婦人 殺意の小京都                     | 松井信幸   | 吉川一義   | 11.5%  |
| 5    | 2008年04月23日 | 人情列車殺人事件                          | 松井信幸   | 吉川一義   | 10.3%  |
| 6    | 2010年03月10日 | SLニセコ号殺意の汽笛                      | 松井信幸   | 吉川一義   | 06.7%  |
| 7    | 2011年10月05日 | 秩父長瀞〜連続殺人レール                  | 松井信幸   | 福本義人   | 08.4%  |
| 8    | 2012年02月08日 | 鎌倉・江の島 追憶の殺人                   | 松井信幸   | 吉田啓一郎 | 07.9%  |
| 9    | 11月07日       | 特急ゆふいんの森号九州大分殺人ルート      | 松井信幸   | 吉田啓一郎 |        |
| 10   | 2013年06月12日 | SL大井川殺人ルート                        | 松井信幸   | 吉田啓一郎 |        |
| 11   | 2014年10月01日 | 房総ローカル列車殺人レール 妖刀村正の呪い | 谷口純一郎 | 吉田啓一郎 |        |

- 視聴率はビデオリサーチ調べ、関東地区・世帯

## その他
- 山陰放送では第3作を2007年2月8日に、第4作を2007年10月9日の15:00 - 16:50のBSSアフタヌーンスペシャルの放送枠で初放送している。
- 琉球朝日放送では第4作を2014年2月4日14:10 - 16:00の「火曜サスペンス」枠で初放送予定。
- イマジカディーシー21は解散となり、パート4より、株式会社サイドエーにて制作続行
- 第11弾では「〜特選！秋の旅情サスペンス〜」の第3弾として放送された。